# Antonio Banchieri
Antonio Banchieri (19 de maio de 1667 - 16 de setembro de 1733) foi um cardeal italiano do século XVIII.

## Vida
Nascido em Pistoia, ele pertencia à família nobre Banchieri e era filho de Niccolò, gonfaloniere de Pistoia e cavaleiro de Santo Stefano, e sua esposa, a senhora Caterina Rospigliosi. Do lado de sua mãe, ele era sobrinho-neto do papa Clemente IX e sobrinho dos cardeais Giacomo Rospigliosi e Felice Rospigliosi. Tio dos cardeais Giacomo Oddi e Giovanni Francesco Banchieri. Ele começou seus estudos no Collegio Tolomei em Siena em 1679, antes de se mudar para o Seminário Romano em Roma, graduando-se doutorado in utroque iure em 10 de julho de 1692.
Durante o pontificado do papa Inocêncio XII foi feito protonotário apostólico participantium em 27 de junho de 1692 e depois referendário da Assinatura Apostólica em 16 de julho de 1692, cargo que ocupou até 1725. Ele também se tornou relator da Sagrada Congregação da Sagrada Consulta e depois consultor da Sagrada Congregação dos Ritos. Tornou-se secretário interino da Sagrada Congregação da Propaganda Fide na ausência do secretário Agostino Fabroni em julho de 1702 e advogado consistorial e vice-legado de Avinhão de 23 de dezembro de 1702 a 8 de agosto de 1706. Em 1706, o papa pretendia torná-lo núncio apostólico para a França, mas Banchieri recusou o papel, pois exigiria que ele fosse ordenado sacerdote. Tornou-se secretário da Sagrada Congregação da Propaganda Fide em maio de 1706 e depois assessor da Suprema Sagrada Congregação da Inquisição Romana e Universal em agosto de 1707. Foi secretário da Sagrada Consulta de 3 de outubro de 1712 a 1724, depois membro de Congregação especial que discutiu a "Riflessioni morali sul Nuovo Testamento" do jansenista Pasquier Quesnel. Ele também serviu como governador de Roma e vice-camerlengo de 30 de setembro de 1724 a 30 de abril de 1728.
Ele foi feito cardeal in pectore no consistório de 9 de dezembro de 1726 - sua nomeação foi tornada pública no consistório de 30 de abril de 1728 e recebeu o barrete e título de cardeal de San Nicola em Carcere em 10 de maio daquele ano. Participou do conclave de 1730, que elegeu o papa Clemente XII, que tornou Banchieri secretário de Estado e prefeito da Sagrada Consulta em 15 de julho de 1730, funções que ocupou até sua morte. Em 1730 ele se tornou um membro da Congregação "De nonnullis", que tratou das acusações contra o cardeal Niccolò Coscia. Posteriormente foi também prefeito da Santa Casa de Loreto, da cidade de Fermo e do Comtat Venaissin.
Ele tinha apoplexia em julho de 1733 e ficou gravemente doente por um tempo, antes de se recuperar. Isso o forçou a se retirar para sua casa em Pistoia em 29 de agosto daquele ano, onde morreu apenas quinze dias depois. Seu corpo estava em estado de veneração pública antes de ser enterrado na igreja Santissimo Nome di Gesù em Pistoia.

## Link Externo
- Catholic Hierarchy [self-published]